# Nelly Ciobanu

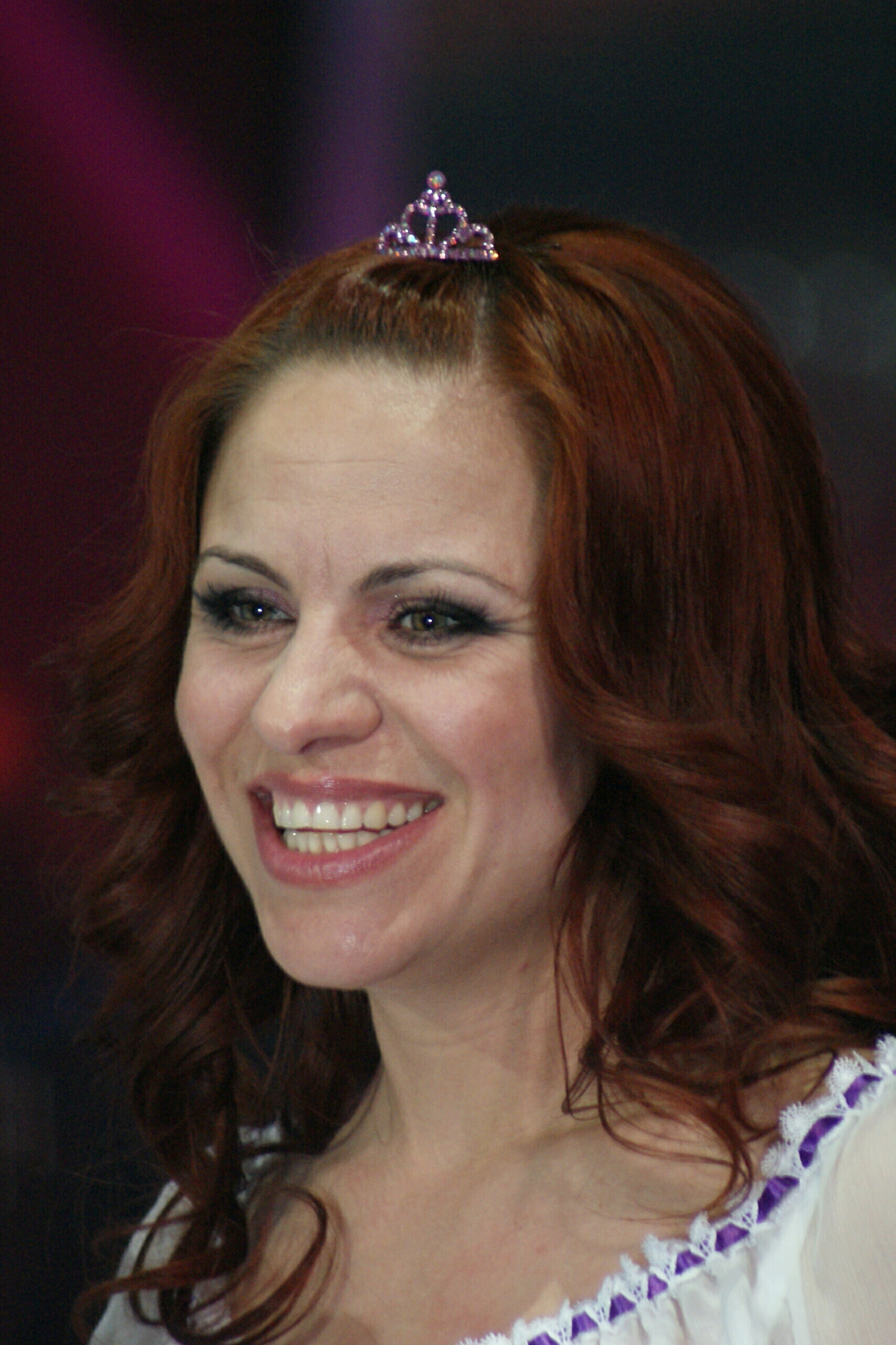
Nelly Ciobanu em 2009.

Nelly Ciobanu é uma cantora moldava.

## Festival Eurovisão da Canção
Nelly Ciobanu foi escolhida pela Moldávia, no dia 14 de Fevereiro de 2009, para representar o país no Festival Eurovisão da Canção 2009.